# Municipio de Wooster
El municipio de Wooster (en inglés: Wooster Township) es un municipio ubicado en el condado de Wayne en el estado estadounidense de Ohio. En el año 2010 tenía una población de 4694 habitantes y una densidad poblacional de 93,33 personas por km².

## Geografía
El municipio de Wooster se encuentra ubicado en las coordenadas 40°46′14″N 81°56′24″O / 40.77056, -81.94000. Según la Oficina del Censo de los Estados Unidos, el municipio tiene una superficie total de 50.29 km², de la cual 49,87 km² corresponden a tierra firme y (0,84 %) 0,42 km² es agua.

## Demografía
Según el censo de 2010, había 4694 personas residiendo en el municipio de Wooster. La densidad de población era de 93,33 hab./km². De los 4694 habitantes, el municipio de Wooster estaba compuesto por el 97,49 % blancos, el 0,6 % eran afroamericanos, el 0,04 % eran amerindios, el 0,62 % eran asiáticos, el 0,36 % eran de otras razas y el 0,89 % eran de una mezcla de razas. Del total de la población el 1,19 % eran hispanos o latinos de cualquier raza.